# Lucicutia lucida
Lucicutia lucida är en kräftdjursart som beskrevs av Farran 1908. Lucicutia lucida ingår i släktet Lucicutia och familjen Lucicutiidae. Inga underarter finns listade i Catalogue of Life.